# Hans Peter Herrmann
Hans Peter Herrmann (eigentlich: Hans-Peter Herrmann; * 21. April 1929 in Weimar; † 16. Mai 2025 in Freiburg im Breisgau) war ein deutscher Germanist und Professor für Neuere Deutsche Literaturgeschichte an der Albert-Ludwigs-Universität Freiburg.

## Leben
Hans Peter Herrmann wurde als Sohn des Kriminologen und Sozialpädagogen Walter Herrmann (1896–1972) und dessen Frau Gertrud, geb. Ehrenberg (1901–1966), in Weimar geboren. Sein Vater war zu dieser Zeit Direktor der Thüringischen Erziehungsanstalten Egendorf bei Blankenhain. Sein Großvater war der Nationalökonom Richard Ehrenberg (1857–1921). Herrmann besuchte die Volksschule in Berlin und Bielefeld, die Oberschule für Jungen am Nebelswall in Bielefeld und schließlich die Staatliche Große Schule in Wolfenbüttel, an der er im Februar 1948 das Abitur ablegte. Ab 1949 studierte Herrmann Pädagogik, Geschichte und Literaturwissenschaft an der Georg-August-Universität Göttingen und wechselte 1951 an die Albert-Ludwigs-Universität Freiburg. Zu seinen wichtigsten akademischen Lehrern gehörten Gerhart Baumann, Walther Rehm, Friedrich Maurer, Gerd Tellenbach, Herbert Nesselhauf und Hermann Heimpel. 1955 wurde er in Freiburg bei Gerhart Baumann mit der Arbeit Stilstudien zur dramatischen Zeit und Sprache Georg Büchners promoviert (Zweitgutachter war Walther Rehm). 1956 bestand er in Freiburg die Wissenschaftliche Prüfung für das Höhere Lehramt.
Nach der Promotion war Herrmann von 1957 bis 1965 Wissenschaftlicher Assistent am Institut für Neuere Deutsche Literaturgeschichte in Freiburg. Dort habilitierte er sich 1967 mit einem Habilitationsstipendium der Deutschen Forschungsgemeinschaft (DFG) mit einer Studie zur Entwicklung der deutschen Poetik von 1670 bis 1740. Von 1967 bis 1973 war Herrmann zunächst Privatdozent, dann Wissenschaftlicher Rat und seit 1973 Professor für Neuere deutsche Literaturgeschichte in Freiburg. Er war Gastdozent an der Philipps-Universität Marburg (1970–71) und 1989 Visiting Professor am German Department der University of Wisconsin, Madison (USA).
Nach seiner Emeritierung 1994 lehrte er noch bis 1998 am Deutschen Seminar II in Freiburg.

## Schriften
- Stilstudien zur dramatischen Zeit und Sprache Georg Büchners. (Freiburg (Breisgau), Univ., Diss., 1955).
- Naturnachahmung und Einbildungskraft. Zur Entwicklung der deutschen Poetik von 1670 bis 1740. Gehlen, Bad Homburg v.d.H 1970 (Zugl.: Freiburg (Breisgau), Univ., Habil.-Schr., 1967).